# Glenea subgrandis
Glenea subgrandis é uma espécie de escaravelho da família Cerambycidae. Foi descrita por Stephan von Breuning em 1956.  É conhecida a sua existência em Sumatra.